# Breuil-Barret
Breuil-Barret és un municipi francès situat al departament de Vendée i a la regió de País del Loira. L'any 2007 tenia 659 habitants.

## Demografia

### Població
El 2007 la població de fet de Breuil-Barret era de 659 persones. Hi havia 262 famílies de les quals 58 eren unipersonals (33 homes vivint sols i 25 dones vivint soles), 90 parelles sense fills, 98 parelles amb fills i 16 famílies monoparentals amb fills.
La població ha evolucionat segons el següent gràfic:
Habitants censats

### Habitatges
El 2007 hi havia 324 habitatges, 265 eren l'habitatge principal de la família, 37 eren segones residències i 22 estaven desocupats. 320 eren cases i 1 era un apartament. Dels 265 habitatges principals, 217 estaven ocupats pels seus propietaris, 43 estaven llogats i ocupats pels llogaters i 5 estaven cedits a títol gratuït; 1 tenia una cambra, 3 en tenien dues, 17 en tenien tres, 64 en tenien quatre i 179 en tenien cinc o més. 209 habitatges disposaven pel capbaix d'una plaça de pàrquing. A 98 habitatges hi havia un automòbil i a 151 n'hi havia dos o més.

### Piràmide de població
La piràmide de població per edats i sexe el 2009 era:
| Homes | Edats   | Dones |
| ----- | ------- | ----- |
| 0     | 95 o +  | 0     |
| 4     | 90 a 94 | 0     |
| 4     | 85 a 89 | 4     |
| 4     | 80 a 84 | 12    |
| 28    | 75 a 79 | 28    |
| 12    | 70 a 74 | 24    |
| 12    | 65 a 69 | 16    |
| 12    | 60 a 64 | 8     |
| 4     | 55 a 59 | 8     |
| 20    | 50 a 54 | 20    |
| 36    | 45 a 49 | 40    |
| 24    | 40 a 44 | 24    |
| 24    | 35 a 39 | 24    |
| 28    | 30 a 34 | 16    |
| 24    | 25 a 29 | 8     |
| 28    | 20 a 24 | 24    |
| 32    | 15 a 19 | 8     |
| 36    | 10 a 14 | 24    |
| 28    | 5 a 9   | 16    |
| 8     | 0 a 4   | 24    |

## Economia
El 2007 la població en edat de treballar era de 417 persones, 324 eren actives i 93 eren inactives. De les 324 persones actives 300 estaven ocupades (167 homes i 133 dones) i 24 estaven aturades (11 homes i 13 dones). De les 93 persones inactives 45 estaven jubilades, 19 estaven estudiant i 29 estaven classificades com a «altres inactius».

### Ingressos
El 2009 a Breuil-Barret hi havia 259 unitats fiscals que integraven 652 persones, la mediana anual d'ingressos fiscals per persona era de 15.471 €.

### Activitats econòmiques
Dels 25 establiments que hi havia el 2007, 2 eren d'empreses alimentàries, 2 d'empreses de fabricació d'altres productes industrials, 8 d'empreses de construcció, 2 d'empreses de comerç i reparació d'automòbils, 4 d'empreses de transport, 3 d'empreses d'hostatgeria i restauració, 1 d'una empresa de serveis, 2 d'entitats de l'administració pública i 1 d'una empresa classificada com a «altres activitats de serveis».
Dels 9 establiments de servei als particulars que hi havia el 2009, 1 era un taller de reparació d'automòbils i de material agrícola, 2 paletes, 1 guixaire pintor, 1 fusteria, 1 lampisteria, 1 perruqueria i 2 restaurants.
L'únic establiment comercial que hi havia el 2009 era una fleca.
L'any 2000 a Breuil-Barret hi havia 20 explotacions agrícoles que ocupaven un total de 1.003 hectàrees.

## Equipaments sanitaris i escolars
El 2009 hi havia una escola elemental.

## Poblacions més properes
El següent diagrama mostra les poblacions més properes.